# Junior Agogo
Manuel Agogo, mais conhecido como Junior Agogo (Accra, 1 de Agosto de 1979 - Londres, 22 de Agosto de 2019) foi um futebolista ganês.

## Carreira
Viveu grande parte de sua vida na Inglaterra, onde atuou por vários clubes como: Sheffield Wednesday, Oldham Athletic, Chester City, Chesterfield, Lincoln City, Queens Park Rangers, Barnet FC, Bristol Rovers e Nottingham Forest. Agogo sofre com lesões desde sua transferência para o Zamalek em 2008. O jogador de 31 anos recentemente considerou sua transferência ao Zamalek como "O começo da decadência", pois após a transferência ao time egípcio, o jogador não foi mais o mesmo. Em seguida, passou por Apollon, do Chipre, e Hibernian, da Escócia, antes de se aposentar.

### Seleção Ganesa
Atuou entre 2006 e 2009 pela Seleção Ganesa, participando da Copa das Nações Africanas de 2008, atuando em 6 partidas e anotando 3 gols.

## Títulos
Gana
- Campeonato Africano das Nações: 2008 3º Lugar.